# دبيق قصير الساق
الدبيق قصير الساق (باللاتينية: Bupleurum brevicaule) نوع نباتي ينتمي إلى جنس الدبيق من الفصيلة الخيمية.

## الموئل والانتشار
موطن هذا النوع بلاد الشام وتركيا.

## مرادفات للاسم العلمي
- (باللاتينية: Bupleurum aucheri Boiss.)
- (باللاتينية: Bupleurum brevicaule var. trinervium Oppenh.)
- (باللاتينية: Bupleurum scabrum Griseb.)